# Романов Леонід Михайлович
Леонід Михайлович Романов (нар. 13 лютого 1947) — радянський фехтувальник на рапірах, срібний (1972 рік) призер Олімпійських ігор.

## Виступи на Олімпіадах
| Олімпіада   | Дисципліна      | Місце |
| ----------- | --------------- | ----- |
| Мюнхен 1972 | командна рапіра | 2     |